# Mai Yamaguchi
Mai Yamaguchi (3 de julho de 1983) é um jogadora de voleibol japonesa, medalhista olímpica.
Com 1,76 m de altura, Yamaguchi é capaz de atingir 3,02 m no ataque e 2,95 m quando bloqueia..

## Carreira
Yamaguchi disputou o Campeonato Mundial de Voleibol Feminino de 2010, realizado no Japão, no qual a seleção de seu país terminou na terceira colocação.
Ela representou a Seleção Japonesa de Voleibol Feminino nos Jogos Olímpicos de Verão no Rio de Janeiro, que foi quinta colocada.